# Pseudoamerioppia ankae
Pseudoamerioppia ankae är en kvalsterart som först beskrevs av Sandór Mahunka 1974.  Pseudoamerioppia ankae ingår i släktet Pseudoamerioppia och familjen Oppiidae. Inga underarter finns listade i Catalogue of Life.